# David Arroyo

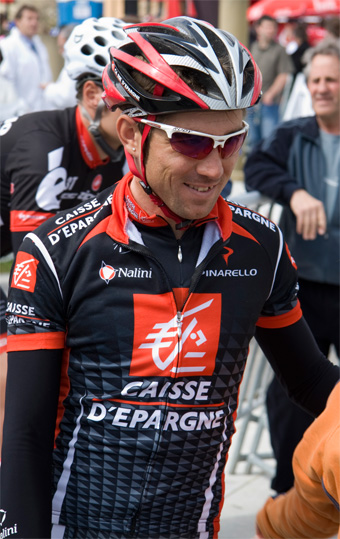
David Arroyo i Caisse d'Epargne.

David Arroyo Durán, född 7 januari 1980 i Talavera de la Reina, Toledo, är en spansk professionell tävlingscyklist. Han tävlade från 2005 till 2012 för Illes Balears, Caisse d'Epargne och Movistar Team, som var olika inkarnationer av samma stall. Från säsongen 2013 tävlar han för Caja Rural. Arroyo blev professionell 2001 med det spanska stallet ONCE. 

## Karriär

### 2004–2008
David Arroyos första segrar i karriären kom under Portugal runt 2004 där han vann två etapper, poängtröjan och ungdomstävlingen. Han slutade också tvåa i slutställningen av loppet efter Vicente David Bernabéu Armengol.
Arroyo anses vara Caisse d'Epargne-stallets bästa klättrare efter Alejandro Valverde och Óscar Pereiro. Han blev utsedd till Caisse d'Epargnes ledare under Tour de France 2006 sedan Valverde vurpade under en etapp under den första veckan av loppet. Vinnare av loppet, sedan amerikanen Floyd Landis hade testats positiv för testosteron, blev dock lagkamraten Óscar Pereiro som Arroyo hjälpte i bergen. 
I augusti 2008 vann Arroyo det spanska endagsloppet Subida a Urkiola sex sekunder framför landsmannen Juan José Cobo. Under säsongen deltog han också i Tour de France och Vuelta a España. Han vann Vuelta a Españas 19:e etapp före Vasil Kiryjenka och Nick Nuyens.

### 2009
David Arroyo slutade på femte plats på Vuelta Ciclista a la Rioja i slutet av april 2009. På etapp 10 av Giro d'Italia 2009 slutade spanjoren på femte plats bakom Danilo Di Luca, Franco Pellizotti, Denis Mensjov och Carlos Sastre.
Under säsongen 2009 vann Arroyo etapp 3 av Tour du Limousin framför Mathieu Perget och Sébastien Hinault. Han slutade tävlingen på andra plats bakom Mathieu Perget. Tidigare under säsongen slutade spanjoren på fjärde plats på Subida a Urkiola bakom Igor Anton, Xavier Tondo och Freddy Montaña. David Arroyo vann etapp 3 av Tour du Limousin framför Mathieu Perget och Sébastien Hinault. Arroyo slutade tävlingen på andra plats bakom Mathieu Perget.

### 2010
2010 nådde Arroyo sin främsta placering på ett av de stora etapploppen då han slutade tvåa i Giro d'Italia, 1 minut och 51 sekunder bakom segraren Ivan Basso.

## Meriter
2002
Etapp 3, Vuelta Ciclista a Burgos (lagtempolopp)
2004
1:a, Etapp 4, Portugal runt
Etapp 8
Poängtävlingen
Ungdomstävlingen
2:a, Portugal runt
2006
2:a, etapp 5, Katalonien runt
2007
3:a, etapp 2, Vuelta Ciclista a la Rioja
6:a, etapp 15, Tour de France
2008
1:a, Subida a Urkiola
1:a, etapp 19, Vuelta a España
2009
1:a, etapp 3, Tour du Limousin
2:a, Tour du Limousin
4:a, Subida a Urkiola
2010
2:a, Giro d'Italia

### Resultat i Grand Tours
| Carrera         | 2005 | 2006 | 2007 | 2008 | 2009 | 2010 | 2011 | 2012 |
| --------------- | ---- | ---- | ---- | ---- | ---- | ---- | ---- | ---- |
| Giro d'Italia   | -    | -    | 10   | -    | 10   | 2    | 14   | -    |
| Tour de France  | 53   | 20   | 13   | 27   | 69   | -    | 36   | -    |
| Vuelta a España | -    | 19   | -    | 17   | -    | 25   | -    | -    |

## Stall
- ONCE 2001–2003
- LA-Pecol 2004
- Illes Balears 2005
  -  Caisse d'Epargne 2006–
    -  Movistar Team 2011–2012
- Caja Rural 2013–